# 219e régiment d'infanterie
Le 219e régiment d'infanterie (219e RI) est un régiment d'infanterie de l'Armée de terre française constitué en 1914 avec les bataillons de réserve du 19e régiment d'infanterie.
À la mobilisation, chaque régiment d'active créé un régiment de réserve dont le numéro est le sien plus 200.

## Création et différentes dénominations
- août 1914 : 219e régiment d'infanterie

## Chefs de corps
- 2 août 1914 - 8 mars 1915 : colonel Jean Stuhl
- 8 mars 1915 - 27 mai 1918 : chef de bataillon Le Gallois (lieutenant-colonel à titre temporaire le 4 avril 1915, tué à l'ennemi le 27 mai 1918)
- 28 mai - 1er juin 1918 : capitaine Lessier
- 1er - 18 juin : lieutenant-colonel de Grandcourt
- 18 juin 1918 - 1919 : lieutenant-colonel Lyet

- 1940 : commandant Branlat

## Historique des garnisons, combats et batailles

### Première Guerre mondiale

#### Affectation
- En 1914 : casernement Brest ; 122e Brigade d'infanterie ; 61e D.I ; 11e Région.
- 61e Division de Réserve (219e RI, 262e RI, 265e RI, 316e RI, 318e RI) est affectée en août 1914 à la défense du camp retranché de Paris.

En 1914 il est composé de deux bataillons, puis le 3 juillet 1916 l'adjonction d'un bataillon du 318e RI
À la 61e DI d'août 1914 à novembre 1918.

#### 1914
Artois, bataille de la Marne, combat d'Autrèches.

#### 1915
Oise.

#### 1916
Bataille de la Somme, Aisne.

#### 1917
Somme, Aisne.

#### 1918
Chemin des Dames, en septembre, Attaque sur L'Arne, Meziéres.
- 27 mai 1918 : Seconde bataille de la Marne, bataille de l'Aisne

### Seconde Guerre mondiale
Le 219e (Nord Est allégé)  Reserve B, 241e DLI, formation le 30 mai 1940 dans le secteur de Louviers à partir de la 61e DI (248eet 265e RI) Chef de bataillon Branlat.

Le  Commandant Branlat était à la tête du 219e R.I qui a été formé le 1er juin 1940 à Tourville la Campagne (Eure). Ce régiment ne sera jamais commandé par un Colonel.

Le 219e R.I comprenait 3 bataillons;  2e bataillon : commandant Peyrou.

Le 6 juin le 219e R.I prend position à Thury sur Clermont (Oise) où il occupe une position de défense.

Après diverses attaques et bombardements ennemis et notamment de vifs combats à Neuville en Hez (2e bataillon)
le régiment se replie le 9 juin et rejoint l'Isle Adam le 10 où il prend position.

Le 13 juin il se replie sur Colombes (Seine) où il prend position.

Ce même jour, à 20 heures il fait mouvement, à pied, sur Orsay (Seine).

Le 14 il prend position à Orsay.

Le 15 il se replie sur Souzy la Briche (Seine et Oise); pendant le trajet il est harcelé et bombardé par l'ennemi.

L'après-midi le régiment prend position à Souzy la Briche.

Le 16 en début de matinée (5h30) il décroche pour Chalo St Mars où il est encerclé.

Par petits groupes le régiment force le passage mais doit déposer les armes dans l'après-midi à Thionville (Seine et Oise).

## Drapeau
Il porte, cousues en lettres d'or dans ses plis, les inscriptions suivantes :
- Somme 1916
- L'Aisne 1918
- Somme-Py 1918

## Décorations
Sa cravate est décorée de la Croix de guerre 1914-1918  avec deux citations à l'ordre de l'armée.
La fourragère aux couleurs du ruban de la Croix de Guerre 1914-1918 lui est décernée le 4 novembre 1918.

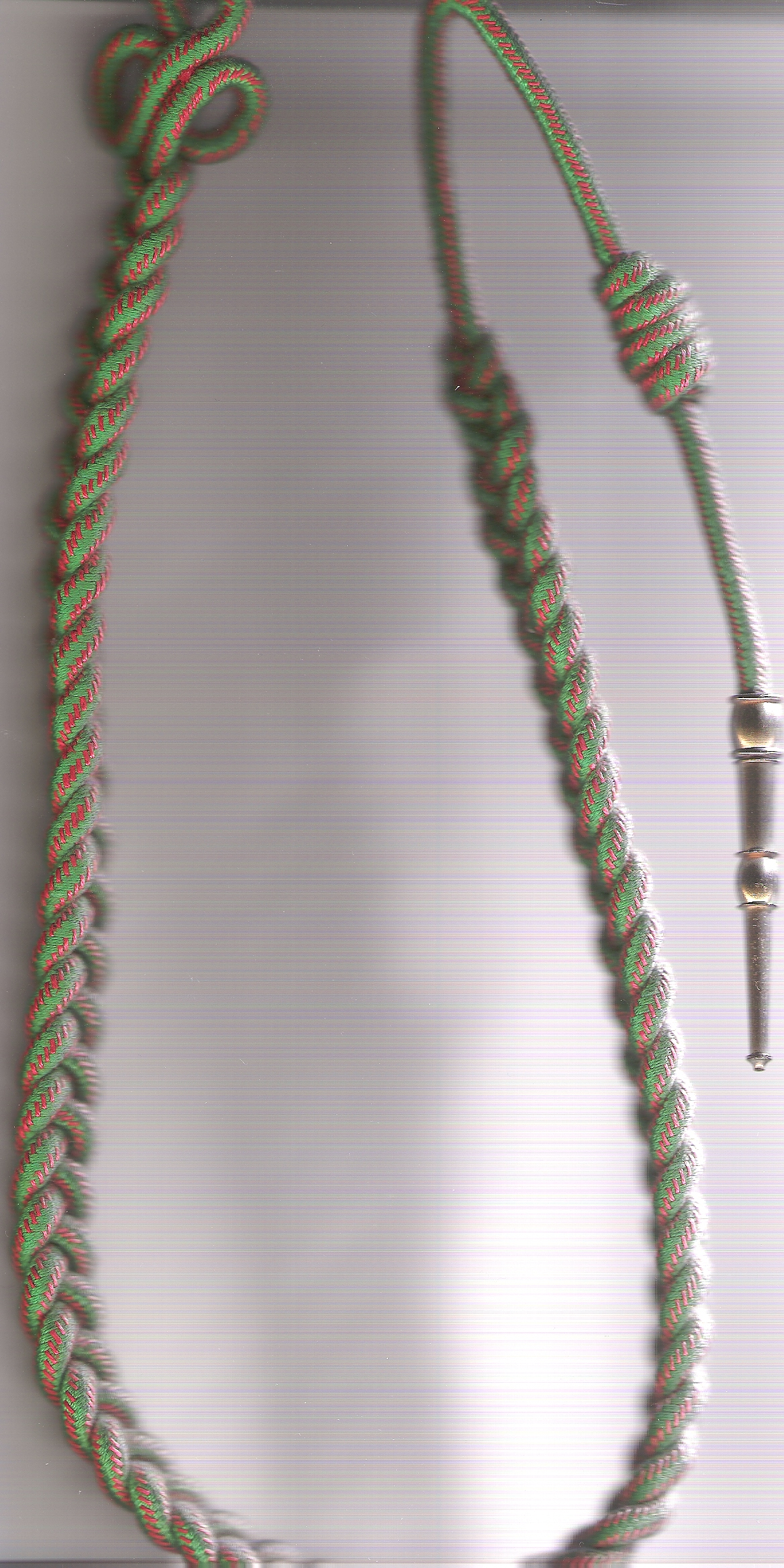
Fourragère aux couleurs du ruban de la croix de guerre 1914-1918

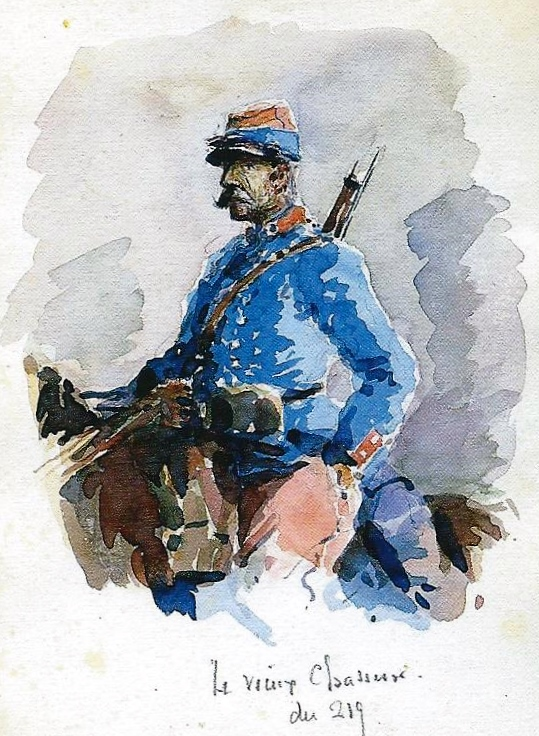
Le vieux chasseur du 219, Jean-Marie Conseil, 1916.

## Sources et bibliographie
- Archives militaires du château de Vincennes.
- À partir du Recueil d'historiques de l'infanterie française (général Andolenko - Eurimprim 1969).
- Historique du 219e régiment d'infanterie pendant la guerre 1914-1918, Brest, Impr. commerciale et administrative, 1920, 23 p., lire en ligne sur Gallica.